# Recherches modernes de violations de l'invariance de Lorentz

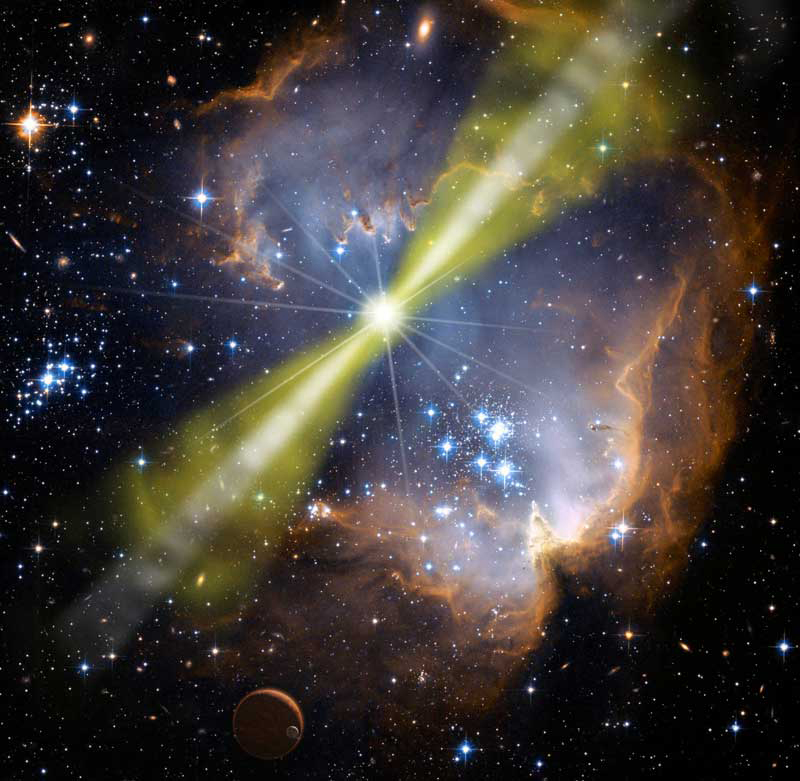
Les mesures effectuées à partir de la lumière émise par des sursauts gamma montrent que la vitesse de la lumière ne varie pas avec l'énergie.

L'invariance de Lorentz est un ensemble de cadres fondamentaux qui sous-tendent la science moderne en général et la physique fondamentale en particulier. Les tests modernes de violation d'invariance de Lorentz (LIV, pour "Lorentz Invariance Violation") sont des études qui recherchent des déviations par rapport à ces cadres fondamentaux. Ces déviations peuvent être des violations ou des exceptions concernant des lois physiques bien connues telles que la relativité restreinte et la symétrie CPT, violations prévues par certains modèles de gravité quantique, de théorie des cordes et certaines alternatives à la relativité générale.
Les violations d'invariance de Lorentz concernent les prédictions fondamentales de la relativité restreinte, tels que le principe de relativité, la constance de la vitesse de la lumière dans tous les référentiels inertiels, et la dilatation du temps, ainsi que les prédictions du modèle standard de la physique des particules. Pour évaluer et prédire les violations possibles, des théories effectives de la relativité restreinte et des théories effectives des champs (EFT pour "effective field theories"), tels que l'extension du modèle standard (SME pour "Standard-Model Extension") ont été inventés. Ces modèles introduisent des violations de Lorentz et CPT par brisures spontanées de symétrie causées par les d'hypothétiques nouveaux champs, qui amène à des effets de référentiel préférentiel. Cela pourrait entraîner, par exemple, à des modifications de la relation de dispersion, ce qui engendrerait des différences entre la vitesse maximale atteignable pour la matière et la vitesse de la lumière.
Des expériences à la fois terrestres et astronomiques ont été effectuées, et de nouvelles techniques expérimentales ont été mises en place. Aucune violation de Lorentz n'a pu être mesurée à ce jour, et les violations signalées ont été réfutées ou n'ont pas eu d'autres confirmations. Pour une analyse de nombreuses expériences, voir Mattingly (2005). Pour une liste détaillée des résultats de recherches expérimentales récentes, voir Kostelecký et Russell (2008-2013). Pour une revue récente et une histoire des modèles d'invariance de Lorentz, voir Liberati (2013). Voir aussi l'article principal Tests de la relativité restreinte.

## Évaluer une possible violation d'invariance de Lorentz
Les premiers modèles évaluant la possibilité de légères déviations de l'invariance de Lorentz ont été publiés entre les années 1960 et 1990. En outre, des modèles-test de relativité restreinte et de théorie effective des champs (EFT) pour l'évaluation de nombreuses expériences ont été développés.
En particulier, l'extension du modèle standard (SME), dans laquelle des effets de violation de Lorentz introduits par brisure spontanée de symétrie, est utilisée pour la plupart des analyses modernes de résultats expérimentaux. Ce modèle a été introduit par Kostelecký et ses collègues en 1997 et les années suivantes, et contient tous les coefficients possibles de violation Lorentz et CPT qui ne remettent pas en cause la symétrie de jauge., Il prend en compte non seulement la relativité restreinte, mais aussi le modèle standard et la relativité générale. Les modèles suivants ont des paramètres qui peuvent être reliés à SME et peuvent donc être vus comme des cas particuliers de celle-ci : les modèles RMS et c2, le modèle de Coleman et Glashow et les modèles de Gambini-Pullin ou de Meyers-Pospelov,.

## Vitesse de la lumière

### Sur Terre
De nombreuses expériences ont été menées sur Terre, surtout avec des résonateurs optiques ou des accélérateurs de particules, qui permettent de tester des écarts à l'isotropie de la vitesse de la lumière. Des paramètres d'anisotropie sont donnés, par exemple, par le modèle-test de Robertson-Mansouri-Sexl (RMS). Ce modèle-test permet de faire la distinction entre les paramètres pertinents dépendants de l'orientation et de la vitesse. Dans des variantes modernes de l'expérience de Michelson-Morley, la dépendance de la vitesse de la lumière par rapport à l'orientation de l'appareil et à la relation de longueurs longitudinales et transversales des corps en mouvement est analysée. Également, des variantes modernes de l'expérience Kennedy-Thorndike ont été mises en œuvre, dans lesquelles sont analysées la dépendance entre la vitesse de la lumière et la vitesse de l'appareil et la relation entre dilatation du temps et longueur de contraction. La précision actuelle est de l'ordre de 10-17., ce qui permet d'exclure une anisotropie de la vitesse de la lumière. Ceci est lié à la vitesse relative entre le système solaire et le référentiel de repos du rayonnement de fond diffus cosmologique de l'ordre de 368 km/s (voir aussi les expériences du résonateur de Michelson-Morley).
En outre, l'extension du modèle standard (SME) peut être utilisée pour obtenir un plus grand nombre de coefficients d'isotropie dans le secteur des photons. Elle utilise les coefficients de parité pairs et impairs (matrices 3x3) {\displaystyle {\tilde {\kappa }}_{e-}} , {\displaystyle {\tilde {\kappa }}_{o+}} et {\displaystyle {\tilde {\kappa }}_{tr}}. Ils peuvent être interprétés comme suit: {\displaystyle {\tilde {\kappa }}_{e-}} représente les changements anisotropes de la vitesse de la lumière dans les deux sens (avant et arrière), {\displaystyle {\tilde {\kappa }}_{o+}} représente les différences anisotropes de la vitesse unidirectionnelle de faisceaux se propageant en sens opposés le long d'un axe,, et {\displaystyle {\tilde {\kappa }}_{tr}} représentent des changements isotropes (indépendamment de l'orientation) de la vitesse de phase de la lumière. Il a été montré que de telles variations de la vitesse de la lumière peuvent être éliminées par des transformations de coordonnées appropriées et redéfinitions de champs, bien que la violation de Lorentz correspondante ne puisse pas être supprimées ; en effet ces redéfinitions ne font que transférer que ces violations du secteur des photons au secteur de la matière du SME. Les résonateurs optiques symétriques ordinaires sont adaptés pour tester les effets parité paire, tandis que les résonateurs asymétriques ont été construits pour la détection des effets de parité impaire. Pour les coefficients supplémentaires dans le secteur de photons conduisant à une biréfringence de la lumière dans le vide, voir # Biréfringence dans le vide.
Un autre type de test de {\displaystyle {\tilde {\kappa }}_{o+}} lié à l'isotropie de la vitesse de la lumière en combinaison avec le secteur électronique du SME a été menée par Bocquet et al. (2010). Ils ont cherché des fluctuations du moment-vecteur de photons pendant la rotation de la Terre, par mesure de la diffusion Compton des électrons ultra-relativistes sur les photons de laser monochromatique dans le référentiel du rayonnement de fond diffus cosmologique, comme suggéré à l'origine par Vahé Gurzadyan et Amur Margarian (Pour plus de détails sur cette méthode et l'analyse "Compton Edge", voir, par exemple la discussion).
| Auteurs          | Année de publication | RMS                      | RMS                | SME                                     | SME                                     | SME                                     |
| Auteurs          | Année de publication | Orientation              | Vitesse            | {\displaystyle {\tilde {\kappa }}_{e-}} | {\displaystyle {\tilde {\kappa }}_{o+}} | {\displaystyle {\tilde {\kappa }}_{tr}} |
| ---------------- | -------------------- | ------------------------ | ------------------ | --------------------------------------- | --------------------------------------- | --------------------------------------- |
| Michimura et al. | 2013                 |                          |                    |                                         | (0,7 ± 1) × 10−14                       | (−0,4 ± 0,9) × 10−10                    |
| Baynes et al.    | 2012                 |                          |                    |                                         |                                         | (3 ± 11) × 10−10                        |
| Baynes et al.    | 2011                 |                          |                    |                                         | (0,7 ± 1,4) × 10−12                     | (3,4 ± 6,2) × 10−9                      |
| Hohensee et al.  | 2010                 |                          |                    | 0,8(0,6) × 10−16                        | -1,5(1,2) × 10−12                       | -1,5(0,74) × 10−8                       |
| Bocquet et al.   | 2010                 |                          |                    |                                         | < 1,6 × 10−14                           |                                         |
| Herrmann et al.  | 2009                 | (4 ± 8) × 10−12          |                    | (−0,31 ± 0,73) × 10−17                  | (−0,14 ± 0,78) × 10−13                  |                                         |
| Eisele et al.    | 2009                 | (-1,6 ± 6 ± 1,2) × 10−12 |                    | (0,0 ± 1,0 ± 0,3) × 10−17               | (1,5 ± 1,5 ± 0,2) × 10−13               |                                         |
| Tobar et al.     | 2009                 |                          | -4,8(3,7) × 10−8   |                                         |                                         |                                         |
| Tobar et al.     | 2009                 |                          |                    |                                         |                                         | (−0,3 ± 3) × 10−7                       |
| Müller et al.    | 2007                 |                          |                    | (7,7(4,0) × 10−16                       | (1,7(2,0) × 10−12                       |                                         |
| Carone et al.    | 2006                 |                          |                    |                                         |                                         | ≲ 3 × 10−8                              |
| Stanwix et al.   | 2006                 | 9,4(8,1) × 10−11         |                    | -6,9(2,2) × 10−16                       | -0,9(2,6) × 10−12                       |                                         |
| Herrmann et al.  | 2005                 | (−2,1 ± 1,9) × 10−10     |                    | -3,1(2,5) × 10−16                       | -2,5(5,1) × 10−12                       |                                         |
| Stanwix et al.   | 2005                 | -0,9(2,0) × 10−10        |                    | -0,63(0,43) × 10−15                     | 0,20(0,21) × 10−11                      |                                         |
| Antonini et al.  | 2005                 | +0,5 ± 3 ± 0,7 × 10−10   |                    | (−2 ± 0,2) × 10−14                      |                                         |                                         |
| Wolf et al.      | 2004                 |                          |                    | (−5,7 ± 2,3) × 10−15                    | (−1,8 ± 1,5) × 10−11                    |                                         |
| Wolf et al.      | 2004                 | (+1,2 ± 2,2) × 10−9      | (3,7 ± 3,0) × 10−7 |                                         |                                         |                                         |
| Müller et al.    | 2003                 | (+2,2 ± 1,5) × 10−9      |                    | (1,7 ± 2,6) × 10−15                     | (14 ± 14) × 10−11                       |                                         |
| Lipa et al.      | 2003                 |                          |                    | (1,4 ± 1,4) × 10−13                     | < 10−9                                  |                                         |
| Wolf et al.      | 2003                 | (+1,5 ± 4,2) × 10−9      |                    |                                         |                                         |                                         |
| Braxmaier et al. | 2002                 |                          | (1,9 ± 2,1) × 10−5 |                                         |                                         |                                         |
| Hils et Hall     | 1990                 |                          | 6,6 × 10−5         |                                         |                                         |                                         |
| Brillet et Hall  | 1979                 | ≲ 5 × 10−9               |                    | ≲ 10−15                                 |                                         |                                         |

### Système solaire
Outre les tests effectués sur Terre, des tests astrométriques ont été menées utilisant le Lunar Laser Ranging (LLR) (LLR), c'est-à-dire en envoyant des signaux laser de la Terre à la Lune qui sont réfléchis et renvoyés sur Terre. Ils sont habituellement utilisés pour tester la relativité générale et sont évalués en utilisant le formalisme à paramètres post-newtoniens. Cependant, étant donné que ces mesures sont basées sur l'hypothèse que la vitesse de la lumière est constante, ils peuvent également être utilisés en tant que tests de relativité en analysant des oscillations possibles de distance et d'orbite . Par exemple, Zoltán Lajos Bay et White (1981) ont démontré les fondements empiriques du groupe de Lorentz et donc de la relativité restreinte en analysant le radar planétaire et les données de LLR.
En plus des expériences sur Terre de Kennedy et Thorndike mentionnées plus haut, Müller et Soffel (1995) et Müller et al. (1999) ont testé le paramètre de dépendance de la vitesse RMS en recherchant des oscillations anormales de distance, en utilisant LLR. Puisque la dilatation du temps est déjà confirmée à haute précision, un résultat positif serait la preuve que vitesse de la lumière dépend de la vitesse de l'observateur et que la contraction des longueurs dépend de la direction (comme dans les autres expériences de Kennedy et Thorndike). Cependant, aucune oscillation anormale de distance a été observée, avec une limite de la dépendance de la vitesse de RMS de (−5 ± 12) × 10−5, comparable à celle de Hils et Hall (1990, voir tableau ci-dessus sur la droite).

### Dispersion dans le vide
Un autre effet souvent discuté dans le cadre de la gravitation quantique (QG) est la possibilité de dispersion de la lumière dans le vide (c'est-à-dire la dépendance de vitesse de la lumière en l'énergie des photons), en raison de relations de dispersion violant l'invariance de Lorentz. Cet effet devrait être important à des niveaux d'énergie comparables à, ou au-delà de l'énergie de Planck {\displaystyle \scriptstyle E_{\mathrm {Pl} }} ~1,22 × 1019 GeV, tout en étant extrêmement faible aux énergies accessibles en laboratoire ou observés dans les objets astrophysiques. Pour tenter d'observer une dépendance de la vitesse sur l'énergie, la lumière provenant de sources astrophysiques lointains telles que les sursauts gamma et les noyaux actifs de galaxies lointaines a été examinée dans de nombreuses expériences. En particulier la collaboration de Fermi-LAT a pu montrer qu'aucune dépendance en énergie, et donc qu'aucune violation de Lorentz observable se produit dans le secteur des photons même au-delà de l'énergie de Planck, ce qui exclut une grande classe de modèles de gravité quantique violant l'invariance de Lorentz.
| Auteurs          | Année | Limites QG en GeV                                             | Limites QG en GeV                                             |
| Auteurs          | Année | 95 % de niveau de confiance                                   | 99 % de niveau de confiance                                   |
| ---------------- | ----- | ------------------------------------------------------------- | ------------------------------------------------------------- |
| Vasileiou et al. | 2013  | > {\displaystyle \scriptstyle 7{,}6\times E_{\mathrm {Pl} }}  |                                                               |
| Nemiroff et al.  | 2012  |                                                               | > {\displaystyle \scriptstyle 525\times E_{\mathrm {Pl} }}    |
| Fermi-LAT-GBM    | 2009  | > {\displaystyle \scriptstyle 3{,}42\times E_{\mathrm {Pl} }} | > {\displaystyle \scriptstyle 1{,}19\times E_{\mathrm {Pl} }} |
| H.E.S.S.         | 2008  | ≥ 7,2 × 1017                                                  |                                                               |
| MAGIC            | 2007  | ≥ 0,21 × 1018                                                 |                                                               |
| Ellis et al.,    | 2007  | ≥ 1,4 × 1016                                                  |                                                               |
| Lamon et al.     | 2007  | ≥ 3,2 × 1011                                                  |                                                               |
| Martinez et al.  | 2006  | ≥ 0,66 × 1017                                                 |                                                               |
| Boggs et al.     | 2004  | ≥ 1,8 × 1017                                                  |                                                               |
| Ellis et al.     | 2003  | ≥ 6,9 × 1015                                                  |                                                               |
| Ellis et al.     | 2000  | ≥ 1015                                                        |                                                               |
| Kaaret           | 1999  | > 1,8 × 1015                                                  |                                                               |
| Schaefer         | 1999  | ≥ 2,7 × 1016                                                  |                                                               |
| Biller           | 1999  | > 4 × 1016                                                    |                                                               |

### Biréfringence dans le vide
Les relations de dispersion violant l'invariance de Lorentz dues à la présence d'un espace anisotrope peuvent aussi conduire à la biréfringence dans le vide et à la violation de la parité. Par exemple, le plan de polarisation des photons peut tourner en raison de différences de vitesse entre les photons d'hélicité gauche et droite. En particulier, les sursauts gamma, le rayonnement galactique, et le rayonnement de fond diffus cosmologique sont examinés. Les coefficients SME {\displaystyle \scriptstyle k_{(V)00}^{(3)}} et {\displaystyle \scriptstyle k_{(V)00}^{(5)}} pour une violation de Lorentz sont donnés, 3 et 5 désignent les dimensions de masse utilisées. Celle-ci correspond à {\displaystyle \xi } dans le EFT de Meyers et Pospelov par {\displaystyle {\scriptstyle k_{(V)00}^{(5)}={\frac {3{\sqrt {4\pi }}\xi }{5m_{\mathrm {P} }}}}} , {\displaystyle m_{P}} étant la masse de Planck.
| Auteurs             | Année | Limites SME                                         | Limites SME                                           | Limites EFT {\displaystyle \xi } |
| Auteurs             | Année | {\displaystyle \scriptstyle k_{(V)00}^{(3)}} en GeV | {\displaystyle \scriptstyle k_{(V)00}^{(5)}} en GeV−1 | Limites EFT {\displaystyle \xi } |
| ------------------- | ----- | --------------------------------------------------- | ----------------------------------------------------- | -------------------------------- |
| Götz et al.         | 2013  |                                                     | ≤ 5,9 × 10−35                                         | ≤ 3,4 × 10−16                    |
| Toma et al.         | 2012  |                                                     | ≤ 1,4 × 10−34                                         | ≤ 8 × 10−16                      |
| Laurent et al.      | 2011  |                                                     | ≤ 1,9 × 10−33                                         | ≤ 1,1 × 10−14                    |
| Stecker             | 2011  |                                                     | ≤ 4,2 × 10−34                                         | ≤ 2,4 × 10−15                    |
| Kostelecký et al.   | 2009  |                                                     | ≤ 1 × 10−32                                           | ≤ 9 × 10−14                      |
| QUaD                | 2008  | ≤ 2 × 10−43                                         |                                                       |                                  |
| Kostelecký et al.   | 2008  | = (2,3 ± 5,4) × 10−43                               |                                                       |                                  |
| Maccione et al.     | 2008  |                                                     | ≤ 1,5 × 10−28                                         | ≤ 9 × 10−10                      |
| Komatsu et al.      | 2008  | = (1,2 ± 2,2) × 10−43                               |                                                       |                                  |
| Kahniashvili et al. | 2008  | ≤ 2,5 × 10−43                                       |                                                       |                                  |
| Xia et al.          | 2008  | = (2,6 ± 1,9) × 10−43                               |                                                       |                                  |
| Cabella et al.      | 2007  | = (2,5 ± 3,0) × 10−43                               |                                                       |                                  |
| Fan et al.          | 2007  |                                                     | ≤ 3,4 × 10−26                                         | ≤ 2 × 10−7                       |
| Feng et al.         | 2006  | = (6,0 ± 4,0) × 10−43                               |                                                       |                                  |
| Gleiser et al.      | 2001  |                                                     | ≤ 8,7 × 10−23                                         | ≤ 4 × 10−4                       |
| Carroll et al.      | 1990  | ≤ 2 × 10−42                                         |                                                       |                                  |

## Vitesse maximale atteignable

### Contraintes de seuil
Les violations de Lorentz pourraient entraîner des différences entre la vitesse de la lumière et la vitesse maximale atteignable (MAS) d'une particule, alors que dans la relativité restreinte les vitesses doivent être les mêmes. Une possibilité consiste à étudier les effets normalement interdits à l'énergie de seuil en relation avec des particules ayant une structure de charge (protons, électrons, les neutrinos). C'est parce que la relation de dispersion est supposée être modifiée dans modèles effectifs violant Lorentz tels que le SME. En fonction de quelles particules se déplacent plus vite ou plus lentement que la vitesse de la lumière, les effets suivants peuvent se produire,:
- Désintégration de photon à vitesse supraluminique. Ces (hypothétiques) photons de haute énergie se désintégreraient rapidement en d'autres particules, ce qui signifie que la lumière de haute énergie ne peut se propager sur de longues distances. Ainsi, la simple existence de photons de haute énergie à partir de sources astronomiques contraint les déviations possibles de la vitesse limite.
- Radiation Cherenkov dans le vide à vitesse supraluminique de n'importe quelle particule (protons, électrons, neutrinos) ayant une structure de charge. Dans ce cas, le rayonnement de freinage (Bremsstrahlung) peut se produire, jusqu'à ce que la particule descende au-dessous du seuil et que la vitesse subluminique soit à nouveau atteinte. Ceci est similaire à la radiation Cherenkov dans un milieu connu, dans lequel les particules se déplacent plus vite que la vitesse de phase de la lumière dans ce milieu. Les écarts à la vitesse limite peuvent être limités par l'observation des particules de haute énergie provenant de sources astronomiques lointaines qui atteignent la Terre.
- Le taux de radiation synchrotron peut être modifié, si la vitesse limite entre les particules chargées et les photons est différente.
- La limite Greisen-Zatsepin-Kuzmin (GZK) pouvait être évitée grâce à des effets de violation d'invariance de Lorentz. Cependant, les mesures récentes indiquent que cette limite existe vraiment.

Comme les mesures astronomiques contiennent également d'autres hypothèses - comme sur les conditions inconnues à l'émission ou le long de la trajectoire parcourue par les particules, ou sur la nature des particules -, les mesures terrestres fournissent des résultats plus robustes, même si les limites sont moins contraignantes (les limites suivantes décrivent les écarts maximaux entre la vitesse de la lumière et la limitation de vitesse de la matière):
| Auteurs               | Année | Limites                  | Limites       | Limites     | Limites       | Particule | Astr./Terr. |
| Auteurs               | Année | Désintégration du photon | Cherenkov     | Synchrotron | GZK           | Particule | Astr./Terr. |
| --------------------- | ----- | ------------------------ | ------------- | ----------- | ------------- | --------- | ----------- |
| Stecker et Scully     | 2009  |                          |               |             | ≤ 4,5 × 10−23 | UHECR     | Astr.       |
| Altschul              | 2009  |                          |               | ≤ 5 × 10−15 |               | Électron  | Terr.       |
| Hohensee et al.       | 2009  | ≤ −5,8 × 10−12           | ≤ 1,2 × 10−11 |             |               | Électron  | Terr.       |
| Bi et al.             | 2008  |                          |               |             | ≤ 3 × 10−23   | UHECR     | Astr.       |
| Klinkhamer et Schreck | 2008  | ≤ −9 × 10−16             | ≤ 6 × 10−20   |             |               | UHECR     | Astr.       |
| Klinkhamer et Risse   | 2007  |                          | ≤ 2 × 10−19   |             |               | UHECR     | Astr.       |
| Kaufhold et al.       | 2007  |                          | ≤ 10−17       |             |               | UHECR     | Astr.       |
| Altschul              | 2005  |                          |               | ≤ 6 × 10−20 |               | Électron  | Astr.       |
| Gagnon et al.         | 2004  | ≤ −2 × 10−21             | ≤ 5 × 10−24   |             |               | UHECR     | Astr.       |
| Jacobson et al.       | 2003  | ≤ −2 × 10−16             | ≤ 5 × 10−20   |             |               | Électron  | Astr.       |
| Coleman et Glashow    | 1997  | ≤ −1,5 × 10−15           | ≤ 5 × 10−23   |             |               | UHECR     | Astr.       |

### Comparaison d'horloge et couplage de spin
Par ce genre d'expériences de spectroscopie - parfois appelées expériences de Hughes-Drever - des violations de l'invariance de Lorentz sont testées dans les interactions de protons de neutrons en étudiant le niveau d'énergie de ces nucléons pour trouver des anisotropies dans leurs fréquences («horloges»). En utilisant des balances de torsion à spin polarisé, il est également possible d'étudier des anisotropies par rapport à électrons. Les méthodes utilisées sont principalement axées sur les interactions de vecteur et de tenseurs spin, et sont souvent décrites en termes de SME à parité CPT impaire/paire (notamment les paramètres de b μ et c μν). De telles expériences sont actuellement les plus sensibles sur Terre, car la précision d'exclusion de violation de Lorentz est de l'ordre de 10−33 GeV.
Ces tests peuvent être utilisés pour limiter les écarts entre la vitesse atteignable maximale de la matière et la vitesse de la lumière, en particulier en ce qui concerne les paramètres de c μν qui sont également utilisés dans les évaluations des effets de seuil mentionnées ci-dessus.
| Auteurs             | Année | Limites PME          | Limites PME         | Limites PME         | Paramètres |
| Auteurs             | Année | Proton               | Neutron             | Électron            | Paramètres |
| ------------------- | ----- | -------------------- | ------------------- | ------------------- | ---------- |
| Allmendinger et al. | 2013  |                      | < 6,7 × 10−34       |                     | bμ         |
| Hohensee et al.     | 2013  |                      |                     | (−9,0 ± 11) × 10−17 | cμν        |
| Peck et al.         | 2012  | < 4 × 10−30          | < 3,7 × 10−31       |                     | bμ         |
| Smiciklas et al.    | 2011  |                      | (4,8 ± 4,4) × 10−32 |                     | cμν        |
| Gemmel et al.       | 2010  |                      | < 3,7 × 10−32       |                     | bμ         |
| Brown et al.        | 2010  | < 6 × 10−32          | < 3,7 × 10−33       |                     | bμ         |
| Altarev et al.      | 2009  |                      | < 2 × 10−29         |                     | bμ         |
| Heckel et al.       | 2008  |                      |                     | (4,0 ± 3,3) × 10−31 | bμ         |
| Wolf et al.         | 2006  | (−1,8 ± 2,8) × 10−25 |                     |                     | cμν        |
| Canè et al.         | 2004  |                      | (8,0 ± 9,5) × 10−32 |                     | bμ         |
| Heckel et al.       | 2006  |                      |                     | < 5 × 10−30         | bμ         |
| Humphrey et al.     | 2003  |                      |                     | < 2 × 10−27         | bμ         |
| Hou et al.          | 2003  |                      |                     | (1,8 ± 5,3) × 10−30 | bμ         |
| Phillips et al.     | 2001  | < 2 × 10−27          |                     |                     | bμ         |
| Bear et al.         | 2000  |                      | (4,0 ± 3,3) × 10−31 |                     | bμ         |

## Dilatation du temps
Les expériences de dilatation de temps classiques telles que l'expérience de Ives-Stilwell, les expériences de rotor de Mössbauer, et la dilatation temporelle de particules en mouvement, ont été renforcées par des équipements modernisés. Par exemple, le décalage Doppler de déplacement d'ions lithium à haute vitesse est évalué en utilisant la spectroscopie saturés dans des anneaux de stockage d'ions lourds. Pour plus d'informations, voir les expériences modernes de Ives-Stilwell.
La précision actuelle avec laquelle la dilatation temporelle est mesurée (en utilisant le modèle-test RMS), est de l'ordre de ~ 10 -8. Il a été montré que les expériences de type Ives-Stilwell sont également sensibles au {\displaystyle {\tilde {\kappa }}_{tr}} coefficient de vitesse de la lumière isotrope du SME, tel que présenté ci-dessus. Chou et al. (2010) ont même réussi à mesurer un décalage de fréquence de ~ 10 −16 imputable à une dilatation temporelle, à savoir à des vitesses couramment rencontrées telles que 36 kilomètres par heure.
| Auteurs          | Année | Vitesse | Déviation maximale d'une dilatation du temps | Limites RMS d'ordre 4 |
| ---------------- | ----- | ------- | -------------------------------------------- | --------------------- |
| Novotny et al.   | 2009  | 0,34 c  | ≤ 1,3 × 10−6                                 | ≤ 1,2 × 10−5          |
| Reinhardt et al. | 2007  | 0,064 c | ≤ 8,4 × 10−8                                 |                       |
| Saathoff et al.  | 2003  | 0,064 c | ≤ 2,2 × 10−7                                 |                       |
| Grieser et al.   | 1994  | 0,064 c | ≤ 1 × 10−6                                   | ≤ 2,7 × 10−4          |

## Tests de CPT et d'antimatière
Une autre symétrie fondamentale de la nature est la symétrie CPT. Il a été montré que les violations CPT conduisent à des violations de Lorentz en théorie quantique des champs,. La symétrie CPT exige, par exemple, l'égalité de la masse, et l'égalité des taux de désintégration entre la matière et l'antimatière. Pour les tests classiques de taux de désintégration, voir les tests en accélérateur de dilatation du temps et la symétrie CPT.
Les tests modernes confirmant la symétrie CPT sont principalement réalisés dans le secteur des mésons neutres. Dans les grands accélérateurs de particules, des mesures directes des différences de masse entre les quarks top et antitop ont été menées également.
| Mésons B neutres  | Mésons B neutres |
| Auteurs           | Année            |
| ----------------- | ---------------- |
| Belle             | 2012             |
| Kostelecký et al. | 2010             |
| BaBar             | 2008             |
| Belle             | 2003             |
| Mésons D neutres  |                  |
| FOCUS             | 2003             |

| Kaons neutres | Kaons neutres |
| Auteurs       | Année         |
| ------------- | ------------- |
| KTeV          | 2011          |
| KLOE          | 2006          |
| CPLEAR        | 2003          |
| KTeV          | 2003          |
| NA31          | 1990          |

| Quarks top et antitop | Quarks top et antitop |
| Auteurs               | Année                 |
| --------------------- | --------------------- |
| CDF                   | 2012                  |
| CMS                   | 2012                  |
| D0                    | 2011                  |
| CDF                   | 2011                  |
| D0                    | 2009                  |

## Autres particules et autres interactions
Des particules de troisième génération ont été étudiées pour de possibles violations de Lorentz à l'aide du modèle SME. Par exemple, Altschul (2007) place des limites supérieures sur la violation de Lorentz du tau de 10 −8, en recherchant une absorption anormale du rayonnement astrophysique de haute énergie. Dans l'expérience BaBar (2007), des variations sidérales ont été recherchées lors de la rotation de la Terre à l'aide du méson B (donc de quarks bottom) et leurs antiparticules. Aucun signe de violation de Lorentz ou de CPT n'a été trouvé avec une limite supérieure de <(−3,0 ± 2,4) × 10−15.
Également des paires de quarks top ont été étudiées dans l'expérience D0 (2012). Cela a montré que la section efficace de production de ces paires ne dépend pas du temps sidéral pendant la rotation de la Terre.
Des limites de violation de Lorentz sur la diffusion Bhabha ont été données par Charneski et al. (2012). Ils ont montré que les sections efficaces différentielles pour le vecteur et les couplages axiaux en QED deviennent dépendants de la direction en présence de violation de Lorentz. Ils n'ont trouvé aucune indication d'un tel effet, et ont donc placé des limites supérieures sur les violations de Lorentz de < 1014 eV−1.

## Gravitation
L'influence de la violation de Lorentz sur les champs gravitationnels et donc sur la relativité générale a été également étudiés. Le cadre de base pour ces recherches est le formalisme avec paramètres post-newtonien (PPN), dans lequel des effets de référentiel préférentiel violant l'invariance de Lorentz sont décrits par les paramètres {\displaystyle \alpha _{1},\alpha _{2},\alpha _{3}} (voir l'article PPN sur les limites observationnelles sur ces paramètres). Les violations de Lorentz sont également discutées dans le cadre d'alternatives à la relativité générale comme la gravitation quantique à boucles, la gravité émergente, la théorie de l'éther d'Einstein ou la gravité de Hořava-Lifshitz.
Aussi le modèle SME est à même d'analyser les violations de Lorentz dans le secteur de la gravité. Bailey et Kostelecky (2006) ont contraint les violations Lorentz jusqu'à 10−9 en analysant les changements de périhélie de Mercure et de la Terre, et jusqu'à 10−13 par rapport à la précession du spin solaire. Battat et al. (2007) ont étudié les données du Lunar Laser Ranging et n'a trouvé aucune perturbation oscillatoire dans l'orbite lunaire. Leur plus forte limite SME excluant la violation de Lorentz était (6,9 ± 4,5) × 10−11. Iorio (2012) a obtenu des limites au niveau de 10−9 en examinant les éléments orbitaux de Kepler d'une particule de test sollicitée par des accélérations gravitomagnétiques violant l'invariance de Lorentz. Xie (2012) a analysé l'avance de periastron de pulsars binaires, posant des limites sur la violation de Lorentz au niveau 10−10.

## Tests de neutrino

### Oscillations de neutrinos
Bien que l'oscillation des neutrinos ait été expérimentalement confirmée, les fondements théoriques sont encore controversés, comme on peut le voir dans la discussion relative aux neutrinos stériles. Cela rend les prédictions de violations possibles de Lorentz très compliquées. Il est généralement admis que les oscillations de neutrinos nécessitent une masse finie. Cependant, des oscillations pourraient également se produire à la suite de violations de Lorentz, donc il y a des spéculations quant à savoir dans quelle proportion ces violations contribuent à la masse des neutrinos.
En outre, une série d'études a été publiée dans laquelle a été testée une dépendance sidérale de l'apparition d'oscillations de neutrinos. Cette possible violation CPT, et d'autres coefficients de violations de Lorentz dans le cadre du modèle SME, ont été testés. Voici quelques-unes des limites en GeV obtenues pour la validité de l'invariance de Lorentz :
| Auteurs      | Année | Limites SME en GeV |
| ------------ | ----- | ------------------ |
| Double Chooz | 2012  | ≤ 10−20            |
| MINOS        | 2012  | ≤ 10−23            |
| MiniBooNE    | 2012  | ≤ 10−20            |
| IceCube      | 2010  | ≤ 10−23            |
| MINOS        | 2010  | ≤ 10−23            |
| MINOS        | 2008  | ≤ 10−20            |
| LSND         | 2005  | ≤ 10−19            |

### Vitesse des neutrinos
Depuis la découverte des oscillations de neutrinos, on suppose que leur vitesse est légèrement inférieure à la vitesse de la lumière. Des mesures directes de vitesse indiquent une limite supérieure pour les différences de vitesse relative entre la lumière et les neutrinos {\displaystyle \scriptstyle {\frac {|v-c|}{c}}} < 10−9, voir mesure de la vitesse des neutrinos.
Également, des contraintes indirectes sur la vitesse des neutrinos, sur la base des théories des champs effectives tels que le modèle SME, peuvent être obtenues par la recherche d'effets de seuil tels que le rayonnement Cherenkov dans le vide. Par exemple, les neutrinos devraient donner lieu à du Bremsstrahlung sous la forme de production de paire d'électron-positron. Une autre possibilité dans le même cadre est la recherche de la désintégration de pions en muons et neutrinos. Des neutrinos supraluminiques retarderaient considérablement les processus de désintégration. L'absence de tels effets indique des limites strictes pour les différences de vitesse entre la lumière et des neutrinos.
Les différences de vitesse entre les différentes saveurs de neutrinos peuvent également être contraintes. Une comparaison entre les neutrinos muoniques et électroniques par Coleman et Glashow (1998) a donné un résultat négatif, avec des limites < 6 × 1022.
| Auteurs          | Année | Énergie | Limites SME pour (v-c)/c | Limites SME pour (v-c)/c |
| Auteurs          | Année | Énergie | Cherenkov dans le vide   | Décomposition du pion    |
| ---------------- | ----- | ------- | ------------------------ | ------------------------ |
| Borriello et al. | 2013  | 1 PeV   | < 10−18                  |                          |
| Cowsik et al.    | 2012  | 100 TeV | < 10−13                  | < 10−13                  |
| Huo et al.       | 2012  | 400 TeV | < 7,8 × 10−12            |                          |
| ICARUS           | 2011  | 17 GeV  | < 2,5 × 10−8             |                          |
| Cowsik et al.    | 2011  | 400 TeV |                          | < 10−12                  |
| Bi et al.        | 2011  | 400 TeV |                          | < 10−12                  |
| Cohen/Glashow    | 2011  | 100 TeV | < 1,7 × 10−11            |                          |

## Annonces de violations d'invariance de Lorentz

### Discussions en cours
LSND, MiniBooNE
En 2001, l'expérience LSND a observé un excès de 3.8σ des interactions d'antineutrinos dans les oscillations de neutrinos, ce qui contredit le modèle standard. Les premiers résultats de la plus récente expérience MiniBooNE semblent exclure ces données au-delà d'une échelle d'énergie de 450 MeV, mais seules les interactions de neutrinos ont été vérifiées, et non pas celles des antineutrinos. En 2008, cependant, ils ont signalé un excès d'événements neutrinos electron-like entre 200 et 475 MeV. Et en 2010, lorsque les tests ont été effectués avec des antineutrinos (comme dans LSND), le résultat est en accord avec le résultat LSND, c'est-à-dire qu'un excès a été observé aux énergies de l'ordre de 450-1250 MeV,. La discussion est toujours ouverte pour savoir si ces anomalies peuvent être expliquées par des neutrinos stériles, ou si elles indiquent une violation de Lorentz ; d'autres recherches théoriques et expérimentales sont en cours.

### Discussions résolues
En 2011, la collaboration OPERA a publié (dans une prépublication arXiv, non revue par les pairs) les résultats des mesures des neutrinos, selon laquelle les neutrinos sont légèrement plus rapides que la lumière. Les neutrinos seraient apparemment arrivés plus tôt de ~ 60 ns. L'écart type était 6σ, clairement au-delà de la limite de 5σ nécessaire pour un résultat significatif. Cependant, en 2012, il a été constaté que ce résultat était dû à des erreurs de mesure. Le résultat final est conforme à la vitesse de la lumière, Voir l'anomalie des neutrinos plus rapides que la lumière.
En 2010, MINOS fait état de différences entre la disparition (et donc les masses) des neutrinos et antineutrinos au niveau de 2,3 sigma. Ce serait contraire à la symétrie CPT et la symétrie de Lorentz,,. Cependant, en 2011 la collaboration MINOS a mis à jour ses résultats concernant les antineutrinos, et rapporte que la différence n'est pas aussi grande que prévu initialement, après analyse de nouvelles données. En 2012, ils ont publié un document dans lequel ils signalent que la différence est maintenant résolue.
En 2007, la collaboration de MAGIC a publié un article dans lequel elle affirme une dépendance énergétique possible de la vitesse de photons gamma provenant de la galaxie active Markarian 501. Les auteurs ont avancé la possible existence d'un effet d'émission à la source dépendant de l'énergie qui pourraient donner de tels résultats,.
Toutefois, le résultat de MAGIC est à mettre en regard de mesures plus précises obtenues par la collaboration Fermi-LAT sur un autre type de sources cosmiques (un sursaut gamma), qui n'ont pas montré un tel effet, même au-delà de l'énergie de Planck. Pour plus de détails, voir la section Dispersion.
En 1997, Nodland et Ralston ont affirmé avoir trouvé une rotation du plan de polarisation de la lumière provenant de galaxies radio lointaines. Cela semble indiquer une anisotropie de l'espace,,.
Cela a attiré un certain intérêt des médias. Cependant, des critiques sont apparues immédiatement, contestant l'interprétation des données, et qui mentionnent des erreurs dans la publication,,,,,,.
Des recherches plus récentes n'ont trouvé aucune preuve de cet effet, voir la section Biréfringence.

## Dans la culture populaire
Dans l'épisode de Futurama "Law and Oracle" (2011), Erwin Schrödinger est arrêté par les flics pour violation de l'invariance de Lorentz, en allant à 24 km/h au-delà de la vitesse de la lumière.